# 電磁ポテンシャル
電磁ポテンシャル（でんじポテンシャル）とは、電磁場を導くポテンシャルで、一対の電気スカラーポテンシャルと磁気ベクトルポテンシャルからなる。
物理学、特に電磁気学とその応用分野で使われる。アハラノフ＝ボーム効果の検証結果から、磁気ベクトルポテンシャルについては物理量とみなされている。
似た概念に磁位ポテンシャルがある。

## 概要
つぎのように電場Eと磁場Bを導く電気スカラーポテンシャル {\textstyle \phi (t,{\boldsymbol {x}})} と磁気ベクトルポテンシャル {\textstyle {\boldsymbol {A}}(t,{\boldsymbol {x}})} が定義される。
(M0-a) : 
{\displaystyle {\boldsymbol {E}}=-\nabla \phi -{\frac {\partial {\boldsymbol {A}}}{\partial t}}}
(M0-b) : 
{\displaystyle {\boldsymbol {B}}=\nabla \times {\boldsymbol {A}}}
磁場の時間変動がない静磁場では{\textstyle {\frac {\partial {\boldsymbol {A}}}{\partial t}}=0}となるので電気スカラーポテンシャルϕのみで電場Eが与えられる。このときのϕを電位という。また、静磁場かつ電荷分布の時間変動が無い場合は磁場が問題にならないので（M0-b）式のみが使われる場合がある。
マクスウェルの方程式において、電場の強度 {\textstyle {\boldsymbol {E}}(t,{\boldsymbol {x}})}、磁束密度 {\textstyle {\boldsymbol {B}}(t,{\boldsymbol {x}})} は以下の式に従う。
(M1-a) : 
{\displaystyle \nabla \cdot {\boldsymbol {B}}=0}
(M1-b) : 
{\displaystyle \nabla \times {\boldsymbol {E}}+{\frac {\partial {\boldsymbol {B}}}{\partial t}}=\mathbf {0} }
これらの拘束条件は、電磁ポテンシャルの導入下では（ベクトル解析の恒等関係により）自動的に満たされる。

### 電気スカラーポテンシャル
静磁場の場合にかぎり、電気スカラーポテンシャルは電位とも称される。このときの電場Eは、
- {\displaystyle {\boldsymbol {E}}_{(x,y,z)}=-\operatorname {grad} \phi (x,y,z)} ....(a)

により電位 ϕ(x,y,z) の勾配として導かれる。ここで(x,y,z)は空間上の任意の点である。無限遠方の電荷を(x,y,z)の位置まで静的に持ち込むときの仕事に相当にする。このとき ϕ(x,y,z) は、原理上は E の線積分として計算できる。
静磁場という条件がない時は、磁場が電場を誘導する関係上、式(a)を満たす ϕ(x,y,z) は存在せず、電位を定義できない。仮にEの線積分から電位 ϕ(x,y,z) の値を得ようとすると、積分経路に依存して異なった結果となる。この誘導電場すなわち静電場からのずれが式(M0-a)の第2項である。
電気スカラーポテンシャルは静電場源、すなわち電荷によるポテンシャルの総和でもある。よって電荷分布から算出できる。

### 磁気ベクトルポテンシャル
磁気ベクトルポテンシャルは磁場を導くポテンシャルである。磁気ベクトルポテンシャルが時間変化している場合は、電気スカラーポテンシャルとは別に、磁場の時間変化を通して電場も導く。
磁気ベクトルポテンシャルは磁場源、すなわち局所電流によるポテンシャルの総和でもある。よって電流密度分布から算出できる。なお、ここにおける局所電流や電流密度分布は電荷の移動によるものだけでなく変位電流も含むことに注意されたい。

### ポテンシャルの一意性とゲージ選択
なお、静磁場において電場に対する電位が一意に定まらず積分定数分だけの自由度があるように、電磁場に対する電磁ポテンシャルも一意には定まらない（しかも自由度が大きい為、定数分の差を除いても一意に定まらない）。必要に応じてさらなる条件（ローレンツゲージ、クーロンゲージ等）を課す場合がある。

### ゲージ変換
電磁場は電磁ポテンシャルの一階の微分方程式で定義されるため、電磁ポテンシャルには不定性が生じる。この不定性によりポテンシャルを変化させる操作はゲージ変換と呼ばれる。
電磁場をラグランジュ形式で記述する際のラグランジアンは電磁場ではなく電磁ポテンシャルを用いて書かれる。電磁ポテンシャルは、電磁場より基本的な量として扱われる。
古典電磁気学では、観測にかかる本質的な物理量は電場や磁場であって、ベクトルポテンシャルやスカラーポテンシャルは便宜的に導入された道具に過ぎないとも考えられている。またゲージ変換も理論の不定性を増すだけの余分な性質のように言われることもある。しかし電荷が光速移動する際のローレンツ不変性を説明するためにはポテンシャル場の介在の上で電磁場を捉える必要がある。また量子力学などの領域でも、電場や磁場よりも電磁ポテンシャルの方が本質的な物理量である。電磁ポテンシャルが物理量であることの顕著な表れ方がアハラノフ＝ボーム効果である。またゲージ変換は、荷電粒子と電磁場との相互作用の形を一意的に決定しているために便利である。

### 4元ポテンシャル
電気スカラーポテンシャルと磁気ベクトルポテンシャルはローレンツ変換の下で
{\displaystyle A^{\mu }(x)=\left({\frac {\phi (t,{\boldsymbol {x}})}{c}},{\boldsymbol {A}}(t,{\boldsymbol {x}})\right)}
として4元ベクトルにまとめられる。ここで c は光速で次元を揃える為の換算係数である。
特に4元ベクトルとしての電磁ポテンシャルは4元ポテンシャルと呼ばれる。特殊相対性理論の下では、この4元ポテンシャルを用いてマクスウェルの方程式を記述することができる。
ゲージ変換から場の量子論へと発展され、ゲージ理論となった。ゲージ理論としてみると、電磁ポテンシャルは U(1) ゲージ対称性に対するゲージ場である。

## 真空中における電磁場の電磁ポテンシャルによる記述
空中でのマクスウェルの方程式のうち、電荷によって生じる電磁場の式は
(M2-a) : 
{\displaystyle \nabla \cdot {\boldsymbol {E}}={\frac {\rho }{\varepsilon _{0}}}}
(M2-b) : 
{\displaystyle \nabla \times {\boldsymbol {B}}-{\frac {1}{c^{2}}}{\frac {\partial {\boldsymbol {E}}}{\partial t}}=\mu _{0}{\boldsymbol {j}}}
である。
この式に電磁場の定義式(M0)を代入すると、
(M2'-a) : 
{\displaystyle \nabla ^{2}\phi +\nabla \cdot {\frac {\partial {\boldsymbol {A}}}{\partial t}}=-{\frac {\rho }{\varepsilon _{0}}}}
(M2'-b) : 
{\displaystyle \nabla \left({\frac {1}{c^{2}}}{\frac {\partial \phi }{\partial t}}+\nabla \cdot {\boldsymbol {A}}\right)+\left({\frac {1}{c^{2}}}{\frac {\partial ^{2}}{\partial t^{2}}}-\nabla ^{2}\right){\boldsymbol {A}}=\mu _{0}{\boldsymbol {j}}}
が得られる。したがって電磁ポテンシャルを基本的な量として電磁気的現象を記述する場合には式(M2')が場の運動を決定する方程式となる。
マクスウェル自身の原著論文『電磁場の動力学的理論』や原著教科書『電気磁気論』はここでの議論と同じくスカラーポテンシャルとベクトルポテンシャルから始めて、式(M0)により電磁場を定義している。
その後、電磁ポテンシャル自体の実在性が疑わしいといった理由により、ヘルツらによって電磁ポテンシャルによる記述は排され、式(M1)を電磁場の拘束条件とするようになった。

## ポテンシャルの導入
静電ポテンシャルは条件式(M0)を満たす関数として導入される。
そこで本章では、電磁場の拘束条件(M1)から、実際に条件(M0)を満たす関数が存在する事を示す。
以下では特に断りがない限り、関数は全て無限回微分可能であるとする。
ポアンカレの補題から、
3次元ベクトル空間上のベクトル場 {\textstyle {\boldsymbol {X}}({\boldsymbol {x}})} に対して
(P1) : 
{\textstyle \nabla \cdot {\boldsymbol {X}}=0} を満たすとき、3次元ベクトル空間上のベクトル値関数 {\textstyle {\boldsymbol {A}}({\boldsymbol {x}})} が存在して、{\textstyle {\boldsymbol {X}}=\nabla \times {\boldsymbol {A}}} が成り立つ。
(P2) : 
{\textstyle \nabla \times {\boldsymbol {X}}=\mathbf {0} } を満たすとき、3次元ベクトル空間上のスカラー値関数 {\textstyle \phi ({\boldsymbol {x}})} が存在して、{\textstyle {\boldsymbol {X}}=-\nabla \phi } が成り立つ。
さて、1つ目の拘束条件
(M1-a) : 
{\displaystyle \nabla \cdot {\boldsymbol {B}}=0}
に対して補題(P1)を適用すれば、
(M0-b) : 
{\displaystyle {\boldsymbol {B}}=\nabla \times {\boldsymbol {A}}}
を満たすベクトルポテンシャル A が存在することが言える。
なお、条件式(M0-b)を満たすベクトル値関数は一つではないので、ベクトルポテンシャルは一意に定まらない。(M0-b)を満たす関数の中から任意に選んだ一つをベクトルポテンシャルとして定める。
次に2つ目の拘束条件
(M1-b) : 
{\displaystyle \nabla \times {\boldsymbol {E}}+{\frac {\partial {\boldsymbol {B}}}{\partial t}}=\mathbf {0} }
にベクトルポテンシャルの満たすべき条件式(M0-a)を代入すると、
{\displaystyle \nabla \times {\boldsymbol {E}}+{\frac {\partial }{\partial t}}(\nabla \times {\boldsymbol {A}})=\nabla \times \left({\boldsymbol {E}}+{\frac {\partial {\boldsymbol {A}}}{\partial t}}\right)=\mathbf {0} }
となり、補題(P2)を適用すると、
{\displaystyle -\nabla \phi ={\boldsymbol {E}}+{\frac {\partial {\boldsymbol {A}}}{\partial t}}}
を満たすスカラーポテンシャル ϕ が存在することが言える。
これを移項して
(M0-a) : 
{\displaystyle {\boldsymbol {E}}=-\nabla \phi -{\frac {\partial {\boldsymbol {A}}}{\partial t}}}
が得られる。
スカラー値関数 ϕ には定数分の自由度があり、一意に定まらない。そこで(M0-b)を満たすものの中から任意に選んだ1つをスカラー・ポテンシャルとして定める。なお、条件式(M0-b)はスカラーポテンシャルだけでなくベクトルポテンシャルにも依存しているので、スカラーポテンシャルは（複数ある）ベクトルポテンシャルのうち1つを定めてはじめて定義できる。従って、スカラーポテンシャルはベクトルポテンシャルと組にして初めて意味をなす概念である。
静磁場における電位の場合と同様の議論により、
{\displaystyle \phi (x,y,z)=-\int _{C}\left({\boldsymbol {E}}+{\frac {\partial {\boldsymbol {A}}}{\partial t}}\right)\cdot \mathrm {d} s+\mathrm {constant} }
が成り立つ事が言える。ここで C は基点と(x,y,z)とを結ぶ任意の経路である。右辺の値は経路 C に依存しない事が言える（電位の項目も参照）。

### 関数選択の自由度
前述のようにスカラー・ポテンシャル、ベクトル・ポテンシャルの選び方は一意ではない。
実際、条件式(M0)を満たす関数の組 {\textstyle (\phi ,{\boldsymbol {A}})} に対して、任意のスカラー値関数 {\textstyle f(t,{\boldsymbol {x}})} により、
(G-a) : 
{\displaystyle \phi '=\phi -{\frac {\partial f}{\partial t}}}
(G-b) : 
{\displaystyle {\boldsymbol {A}}'={\boldsymbol {A}}+\nabla f}
で {\textstyle (\phi ',{\boldsymbol {A}}')} を定義すると、これも条件式(M0)を満たす事を示す事が出来る。
逆に条件式 (M0) を満たす２つの組 {\textstyle (\phi ,{\boldsymbol {A}})}、{\textstyle (\phi ',{\boldsymbol {A}}')}に対して、関係式(G)を満たす関数 {\textstyle f(t,{\boldsymbol {x}})} と定数Cが存在する事も示せる。
したがって関係式(G)はスカラー・ポテンシャル、ベクトル・ポテンシャルの選び方の自由度を完全に特徴づけている。
以上のようにスカラー・ポテンシャル、ベクトル・ポテンシャルは一意ではないが、さらに条件（ゲージ固定条件）を課す事で一意に定める事がある。詳細については後述のゲージ変換の節を参照されたい。

#### 証明
上述した自由度の特徴づけを証明する。
前半は簡単な計算から従うので、後半のみを示す。ポテンシャルの満たすべき条件式(M0)を満たす2つの組 {\textstyle (\phi _{1},{\boldsymbol {A}}_{1})}、{\textstyle (\phi _{2},{\boldsymbol {A}}_{2})}を考える。
まず{\textstyle {\boldsymbol {A}}_{1}}、{\textstyle {\boldsymbol {A}}_{2}}がいずれも(M0-b)式を満たす事から
{\displaystyle \nabla \times ({\boldsymbol {A}}_{2}-{\boldsymbol {A}}_{1})=\nabla \times {\boldsymbol {A}}_{2}-\nabla \times {\boldsymbol {A}}_{1}={\boldsymbol {B}}-{\boldsymbol {B}}=\mathbf {0} }
であり、(P2)を適用すれば、
{\displaystyle {\boldsymbol {A}}_{2}={\boldsymbol {A}}_{1}+\nabla g} ...(1)
となるスカラー値関数 g が存在する事がわかる。
また{\textstyle (\phi _{1},{\boldsymbol {A}}_{1})}、{\textstyle (\phi _{2},{\boldsymbol {A}}_{2})}がいずれも(M0-a)を満たす事から、
{\displaystyle \nabla (\phi _{2}-\phi _{1})={\frac {\partial ({\boldsymbol {A}}_{2}-{\boldsymbol {A}}_{1})}{\partial t}}=\nabla {\frac {\partial g}{\partial t}}}。
よってある時間の関数 C(t) が存在して、
{\displaystyle \phi _{2}=\phi _{1}+{\frac {\partial g}{\partial t}}+C(t)}...(2)。
となる。ここで
{\displaystyle f(x,y,z,t)=g(x,y,z,t)+\int \mathrm {d} t\,C(t)}
とすれば grad C(t) = 0 より、(1)、(2)は(G-a,b)に一致する。

## 静的な場のポテンシャル
電磁場が静的な場合には、それぞれの方程式から時間微分の項が消えるので方程式が簡単になる。
- {\displaystyle {\boldsymbol {E}}=-\nabla \phi } : (M0-a)
- {\displaystyle \nabla ^{2}\phi =-{\frac {\rho }{\varepsilon _{0}}}} : (M2'-a)
- {\displaystyle {\boldsymbol {B}}=\nabla \times {\boldsymbol {A}}} : (M0-b)
- {\displaystyle -\nabla (\nabla \cdot {\boldsymbol {A}})+\nabla ^{2}{\boldsymbol {A}}=-\mu _{0}{\boldsymbol {j}}} : (M2'-b)

静的な場の方程式は、電場と磁場についてそれぞれ独立な式になる。
(M0-a)と(M2'-a)によって記述される系は静電気学の系そのものである。直ちに、静的な電磁場におけるスカラーポテンシャルϕは電位と一致する事が分かる。ここでさらに、後述するゲージ変換によって
- {\displaystyle \nabla \cdot {\boldsymbol {A}}=0}

と言う条件を付け加えると(M2'-b)は
- {\displaystyle \nabla ^{2}{\boldsymbol {A}}=-\mu _{0}{\boldsymbol {j}}}

となり、スカラーポテンシャル、ベクトルポテンシャル共にポアソン方程式の形になる。
積分で表すとゲージの不定性を除いて以下のように書ける。
{\displaystyle \phi ({\boldsymbol {x}})={\frac {1}{4\pi \varepsilon _{0}}}\int {\frac {\rho ({\boldsymbol {x}}')}{{\mathopen {|}}{\boldsymbol {x}}-{\boldsymbol {x}}'{\mathclose {|}}}}\mathrm {d} ^{3}x'}
{\displaystyle {\boldsymbol {A}}({\boldsymbol {x}})={\frac {\mu _{0}}{4\pi }}\int {\frac {{\boldsymbol {j}}({\boldsymbol {x}}')}{{\mathopen {|}}{\boldsymbol {x}}-{\boldsymbol {x}}'{\mathclose {|}}}}\mathrm {d} ^{3}x'}
ただし、積分領域としては電荷密度、電流密度が存在する範囲全てである。
この方法を用いてポテンシャルを求める場合には、電荷・電流密度の全領域における分布を知る必要がある（境界条件など、他の条件がある場合にはこの限りではない）。

## 相対論的な記述
相対論的電磁ポテンシャルは次の4元ベクトルで表される。
{\displaystyle A^{\mu }=(\phi /c,{\boldsymbol {A}}),~A_{\mu }=\eta _{\mu \nu }A^{\nu }=(-\phi /c,{\boldsymbol {A}})}
これを用いると電磁場の定義式(M0)は
{\displaystyle F_{\mu \nu }=\partial _{\mu }A_{\nu }-\partial _{\nu }A_{\mu }}
となる。この {\textstyle F_{\mu \nu }} 電磁場テンソルと呼ばれる。
Fの成分は、次のように電場と磁場の各軸成分と対応している。
{\displaystyle (E_{1},E_{2},E_{3})/c=(F_{10},F_{20},F_{30}),~(B_{1},B_{2},B_{3})=(F_{23},F_{31},F_{12})}
電磁場テンソルにより、拘束条件(M1)は
{\displaystyle \partial _{\rho }F_{\mu \nu }+\partial _{\mu }F_{\nu \rho }+\partial _{\nu }F_{\rho \mu }=0}
となる。
同様に、電磁場の運動方程式(M2)および式(M2')は
{\displaystyle \partial _{\nu }F^{\nu \mu }=-\mu _{0}j^{\mu }}
{\displaystyle \partial _{\nu }\partial ^{\nu }A^{\mu }-\partial ^{\mu }(\partial _{\nu }A^{\nu })=-\mu _{0}j^{\mu }}
となる。

## ラグランジュ形式
電磁場をラグランジュ形式により記述するときの力学変数は、電磁場ではなく電磁ポテンシャル ϕ, A である。電磁場 E,B は力学変数の微分であり、一般化速度に相当する。また、電磁ポテンシャルに共役な一般化運動量に相当するのは媒質中の電磁場 D, H である。マクスウェル方程式は力学変数 ϕ, A に対するラグランジュの運動方程式として導かれ、「運動量」の微分である一般化力に相当するのは電磁場の源となる電荷 ρ, j である。

## ゲージ変換
なんらかのスカラー場 u(x) を定義し、その微分を、電磁ポテンシャルに付け加えてみる。
{\displaystyle A_{\mu }(x)\mapsto A'_{\mu }(x)=A_{\mu }(x)-\partial _{\mu }u(x)}
この変化によって電磁場は変化しない。
実際に電磁場の定義式に代入すると、
{\displaystyle {\begin{aligned}F_{\mu \nu }\mapsto F'_{\mu \nu }&=\partial _{\mu }A'_{\nu }-\partial _{\nu }A'_{\mu }\\&=\partial _{\mu }(A_{\nu }-\partial _{\nu }u)-\partial _{\nu }(A_{\mu }-\partial _{\mu }u)\\&=\partial _{\mu }A_{\nu }-\partial _{\nu }A_{\mu }\end{aligned}}}
となり、元の電磁場に一致することがわかる。
これは計算の都合で任意のスカラー場微分を上式のように付け加えてよいということである。
※電磁場を不変に保つこの変換をゲージ変換と言う。
スカラーポテンシャルとベクトルポテンシャルを分けて書けば
{\displaystyle \phi \mapsto \phi '=\phi +{\frac {\partial u}{\partial t}}}
{\displaystyle {\boldsymbol {A}}\mapsto {\boldsymbol {A}}'={\boldsymbol {A}}-\nabla u}
となる。
任意の電磁場についてスカラーポテンシャルを ϕ = 0 とするゲージが存在する。一方でベクトルポテンシャルを A = 0 とするゲージが存在するのは特別な場合に限る。

### ローレンツゲージ
ゲージ変換によって以下の条件式を満たすような電磁ポテンシャルを作ることが可能である。
{\displaystyle \partial _{\mu }A^{\mu }=0}
この条件式をローレンツ条件という。ローレンツ条件は電磁ポテンシャル全体に対する連続の方程式の形をしており、ローレンツ変換に対して不変な形になっている。この条件式を満たす電磁ポテンシャルを用いてマクスウェルの方程式を書き換えると、以下の非斉次の波動方程式が得られる。
{\displaystyle \partial _{\nu }\partial ^{\nu }A^{\mu }=\square A^{\mu }=-\mu _{0}j^{\mu }}
ここで
{\displaystyle \partial _{\nu }\partial ^{\nu }=\square =-{\frac {1}{c^{2}}}{\frac {\partial ^{2}}{\partial t^{2}}}+\nabla ^{2}}
はダランベール演算子である。
スカラーポテンシャルとベクトルポテンシャルを分けて書けば、ローレンツ条件は
{\displaystyle {\frac {1}{c^{2}}}{\frac {\partial \phi }{\partial t}}+\nabla \cdot {\boldsymbol {A}}=0}
となり、スカラーポテンシャルの時間経過に伴う増加とベクトルポテンシャルの吸い込みが等しいという条件になることがわかる。マクスウェルの方程式は
{\displaystyle \square \phi =-{\frac {\rho }{\varepsilon _{0}}}}
{\displaystyle \square {\boldsymbol {A}}=-\mu _{0}{\boldsymbol {j}}}
となる。

### クーロンゲージ
- {\displaystyle \nabla \cdot {\boldsymbol {A}}=0}

この条件式を満たす電磁ポテンシャルを用いてマクスウェルの方程式を書き換えると、
- {\displaystyle \nabla ^{2}\phi =-{\frac {\rho }{\varepsilon _{0}}}}
- {\displaystyle -\nabla {\frac {1}{c^{2}}}{\frac {\partial }{\partial t}}\phi +\left(-{\frac {1}{c^{2}}}{\frac {\partial ^{2}}{\partial t^{2}}}+\nabla ^{2}\right){\boldsymbol {A}}=-\mu _{0}{\boldsymbol {j}}}

クーロンポテンシャルは静電場の場合と同様のポアソン方程式を満たす。

### 放射ゲージ
電荷密度、電流密度がともに0の場合、
- {\displaystyle \phi =0}
- {\displaystyle \nabla \cdot {\boldsymbol {A}}=0}

を同時に満たすゲージを選ぶことが可能である。
このゲージはローレンツゲージであり、かつ、クーロンゲージである。このとき、電磁ポテンシャルの満たすべき方程式は、
- {\displaystyle \square {\boldsymbol {A}}=0}

である。
波動方程式の解として
{\displaystyle {\boldsymbol {A}}({\boldsymbol {x}},t)={\boldsymbol {e}}A\exp[i({\boldsymbol {k}}\cdot {\boldsymbol {x}}-\omega t)]}
を考える。ただし、 c2k2 = ω2 である。
すると、
{\displaystyle \nabla \cdot {\boldsymbol {A}}=i{\boldsymbol {k}}\cdot {\boldsymbol {A}}=0}
従ってベクトルポテンシャルは波の進行方向(k の方向)と直交している。
さらにこのとき、電磁場は、
- {\displaystyle {\boldsymbol {E}}({\boldsymbol {x}},t)=-{\frac {\partial {\boldsymbol {A}}}{\partial t}}=i\omega {\boldsymbol {A}}({\boldsymbol {x}},t)}
- {\displaystyle {\boldsymbol {B}}({\boldsymbol {x}},t)=\nabla \times {\boldsymbol {A}}=i{\boldsymbol {k}}\times {\boldsymbol {A}}({\boldsymbol {x}},t)}

である。電場の方向はベクトルポテンシャルと平行なので、やはり波の進行方向と直交している。磁場の方向は電場の方向と波の進行方向の両方に直交している。
電磁波は電場と磁場が互いに直交して進む横波である。